# Downers Grove
Downers Grove är en ort (village) i DuPage County, i delstaten Illinois, USA. Enligt United States Census Bureau har orten en folkmängd på 48 163 invånare (2011) och en landarea på 37,1 km².